# Jane Espenson
Jane Espenson (ur. 14 lipca 1964 w Ames) − amerykańska scenarzystka i producent telewizyjna, laureatka nagrody Hugo. Była nominowana do nagrody Emmy. Pracuje przy sitcomach i serialach dramatycznych, przez pięć lat była autorką skryptów do poszczególnych odcinków serialu Buffy: Postrach wampirów.